# Agyemang Opoku
Agyemang Prempeh Opoku, dit Opoku, né le 7 juin 1989, est un footballeur international ghanéen. Il évoluait au poste d'attaquant.

## Palmarès
- En 2008 il remporta la coupe de la CAF avec le Club sportif sfaxien, buteur pendant la finale retour.